# Tihamér Győrfy
Tihamér Győrfy (* 1. April 1997) ist ein rumänischer Eishockeyspieler, der seit 2021 beim Gyergyói HK in der multinationalen Erste Liga und der rumänischen Eishockeyliga spielt.

## Karriere

### Club
Tihamer Győrfy, der der ungarischsprachigen Minderheit der Szekler in Rumänien angehört, begann seine Karriere beim CS Progym Gheorgheni, für den er bereits als 15-Jähriger in der rumänischen Eishockeyliga debütierte. Von 2013 bis 2016 spielte er beim Miskolci Jegesmedvék JSE, der ihn neben den Spielen in seinen Nachwuchsmannschaften ab 2014 auch in der damaligen MOL Liga, der heutigen Ersten Liga, einsetzte. 2016 gewann er mit den Eisbären aus Miskolc die Meisterschaft der MOL Liga und damit als bestplatzierte ungarische Mannschaft der Liga auch den ungarischen Meistertitel. In der Saison 2015/16 kam er zudem für die Spielgemeinschaft Debrecen-Miskolce Select in dem multinationalen U20-Wettbewerb EBYSL zum Einsatz.
Seit Dezember 2016 stand er beim Partnerteam Debreceni HK überwiegend in der MOL Liga auf dem Eis. Zur folgenden Spielzeit schloss er sich dem HSC Csíkszereda, dem traditionsreichen Klub der Szekler aus Miercurea Ciuc an, mit dem er 2018 die rumänische Meisterschaft und den rumänischen Pokalwettbewerb gewann. 2020 und 2021 gewann er mit dem HSC Csíkszereda jeweils die Erste Liga. 2021 kehrte er zu seinem Jugendverein, der inzwischen als Gyergyói HK firmiert, zurück und wurde mit dem Klub 2022 rumänischer Vizemeister.

### International
Győrfy spielt international im Gegensatz zu anderen Szeklern, die für Ungarn antreten, für sein Geburtsland Rumänien. Im Juniorenbereich nahm er an den U18-Weltmeisterschaften 2013, 2014 und 2015, als er zum besten Verteidiger des Turniers gewählt wurde, sowie den U20-Weltmeisterschaften 2013, 2015, 2016 und 2017 jeweils in der Division II teil. Zudem vertrat er Rumänien beim Europäischen Olympischen Jugendfestival 2013 in Brașov.
Sein Debüt in der Herren-Nationalmannschaft gab Győrfy bei der Weltmeisterschaft 2017 in der Division II, als den Rumänen der Aufstieg in die Division I gelang. Dort spielte er dann bei den Weltmeisterschaften 2018 und 2019. Zudem vertrat er seine Farben bei der Olympiaqualifikation für die Winterspiele in Peking 2022.

## Erfolge und Auszeichnungen
- 2016 MOL-Liga-Gewinn und Ungarischer Meister mit Miskolci Jegesmedvék JSE
- 2017 Rumänischer Meister und Pokalsieger mit dem HSC Csíkszereda
- 2020 Erste-Liga-Gewinn mit dem HSC Csíkszereda
- 2021 Erste-Liga-Gewinn mit dem HSC Csíkszereda

### International
- 2015 Aufstieg in die Division II, Gruppe A bei der U18-Weltmeisterschaft der Division II, Gruppe B
- 2015 Bester Verteidiger bei der U20-Weltmeisterschaft der Division II, Gruppe B
- 2016 Aufstieg in die Division II, Gruppe A bei der U20-Weltmeisterschaft der Division II, Gruppe B
- 2017 Aufstieg in die Division I, Gruppe B bei der Weltmeisterschaft der Division II, Gruppe A
- 2019 Aufstieg in die Division I, Gruppe A bei der Weltmeisterschaft der Division I, Gruppe B

## MOL-/Erste-Liga-Statistik
(Stand: Ende der Saison 2021/22)